# Santa Teresinha (Bahia)
Santa Teresinha è un comune del Brasile nello Stato di Bahia, parte della mesoregione del Centro-Norte Baiano e della microregione di Feira de Santana.